# Birgit Hogefeld
Birgit Elisabeth Hogefeld (Wiesbaden, 27 de juliol de 1956) és una activista política alemanya, ex-militant de la tercera generació de la Fracció de l'Exèrcit Roig (RAF).

## Orígens
Nascuda el 27 de juliol de 1956 a la localitat alemanya de Wiesbaden, va tenir per mare a Marianne i per pare Josef Hogefeld (16 gener 1921 - 25 juliol 1990). Durant el nazisme, el seu pare va ser proper als comunistes i es va sentir «maltractat» pel règim, però no va oferir cap resistència. L'any 1977, Brigit, ja com a ex-estudiant de Dret, va donar suport a la vaga de fam dels presos de la primera generació de la RAF, a través del col·lectiu Rote Hilfe e.V. de Wiesbaden, cofundat per Wolfgang Grams i considerat pel politòleg expert en seguretat Alexander Straßner com l'«aparell de reclutament de la RAF». En aquest context, els vincles amb Grams van ser cada cop més estrets, fins al punt que van esdevenir parella i van anar a viure junts a un apartament. L'any 1984, juntament amb el seu xicot, va passar a la clandestinitat i es va unir a l'organització armada de la RAF, anys després de la mort dels seus membres fundadors Andreas Baader, Gudrun Ensslin i Ulrike Meinhof.

## Arrest
El 27 de juny de 1993, Hogefeld i Grams van arribar a l'estació de tren de Bad Kleinen, on un grup d'agents de policia del GSG 9 els esperaven per a detenir-los, a partir d'una informació desvetllada per Klaus Steinmetz, un activista ecologista d'esquerra de la regió del Rin-Main reclutat per l'agència d'intel·ligència policial alemanya, l'Oficina Federal per a la Protecció de la Constitució, que s'havia infiltrat al grup armat. Durant l'arrest es va succeir un intercanvi de trets, comportant que un d'ells causés la mort de l'agent Michael Newrzella a mans de Grams. A continuació, els agents van declarar que van veure a Grams «caure sobtadament cap enrere» fora de la plataforma de l'estació i sobre les vies del tren. Presumptament, abans o després de caure, es va disparar un tret al cap, mentre que Hogefeld va ser detinguda sense més complicacions.
Durant la investigació del succés va sorgir la hipòtesi que Grams no s'havia disparat a si mateix, sinó que havia estat executat, amb un tret al cap des de curta distància, per un oficial del GSG 9. La cort de Schwerin va investigar aquestes al·legacions i, al gener de 1994, va concloure que eren incorrectes. Els pares de Grams van impugnar aquesta conclusió del tribunal, però va ser confirmada per cinc tribunals més, inclòs el Tribunal Europeu de Drets Humans l'any 1999. El ministre de l'Interior, Rudolf Seiters, va assumir la responsabilitat del mal plantejament i execució de l'operació i va dimitir al juliol d'aquell mateix any. Així mateix, la ministra de Justícia va cessar el fiscal federal en cap, Alexander von Stahl, que ja duia mesos rebent crítiques per la seva actuació permissiva amb accions de violència de l'extrema dreta. A ambdós se'ls va acusar d'haver realitzat «declaracions falses o enganyoses». Per la seva banda, el canceller alemany Helmut Kohl va visitar la unitat del GSG 9 implicada en els fets, els va trasmetre la seva permament confiança i va comunicar el seu rebuig a qualsevol mena de proposta que suposés la dissolució del grup policial.

## Sentència i condemna
Entre el 27 de juliol i el 3 d'agost de 1994 va realitzar una vaga de fam, juntament amb els altres presos de la RAF Irmgard Möller, Manuela Happe, Eva Haule, Sieglinde Hofmann, Hanna Krabbe, Christine Kuby, Helmut Pohl, Heidi Schulz, Rolf Heissler, Brigitte Mohnhaupt, Christian Klar i Rolf Clemens Wagner, amb la demanda d'alliberament immediat d'Irmgard Moller, que portava 22 anys empresonada.
El 15 de novembre de 1994, en el judici dictaminat per l'Audiència Territorial de Frankfurt del Main (Oberlandesgericht Frankfurt am Main), la fiscalia general de l'Estat la va acusar de:
- L'assassinat del militar estatunidenc Edward Pimental l'any 1985, per a obtenir el seu DNI i accedir als terrenys de la base aèria de Rhein-Main, prop de Frankfurt del Main. Suposadament, Hogefeld el va atreure a casa seva després de conèixer-lo en un bar, on després va ser disparat al coll i assassinat. Eva Haule també va estar implicada en l'assassinat de Pimental.
- Un atac amb bomba contra l'esmentada base aèria estatunidenca, que va matar els militars Frank Scarton i Becky Jo Bristol i va deixar vint-i-tres ferits més.[13]
- Un intent fallit d'assassinat contra Hans Tietmeyer, l'expresident del Banc Federal Alemany.[13]
- Atac amb bomba i destrucció de la presó de Weiterstadt, l'any 1993.[14]
- Participació en organització armada.

El novembre de 1996 se la va condemnar a presó perpètua per tots aquests càrrecs i va complir-la al Centre de detenció de Frankfurt del Main-Preungesheim.
El 7 de maig de 2007, el president federal Horst Köhler li va denegar la sol·licitud de clemència presentada per a autoritzar l'amnistia. Així mateix, el 29 de juliol de 2008, un tribunal de Frankfurt del Main va manifestar que calia que complís tres anys més de presó abans que fos considerada com a possible candidata a la llibertat condicional, degut a la «severitat dels seus crims». D'aquesta forma, el juny de 2011 va ser posada en llibertat condicional.